# 尼永-姆富穆州

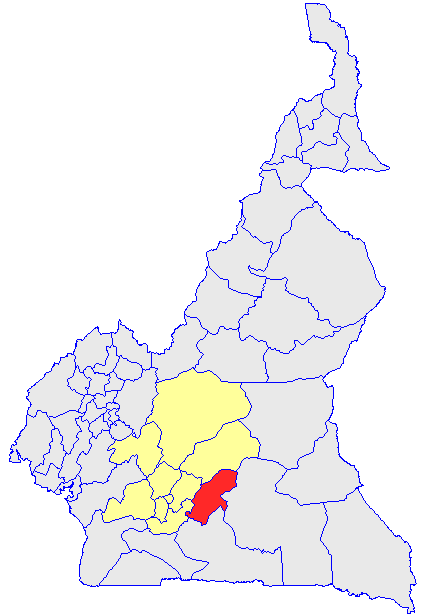

尼永-姆富穆州（法語：Nyong-et-Mfoumou），是喀麥隆的58個州份之一，位於該國中部，由中部區負責管轄，西南面是尼永-蘇州，面積6,172平方公里，2001年人口130,321，人口密度每平方公里21.1人。